# Andrés Rueda
Andrés Enrique Rueda Garcia (Espanha, 21 de dezembro de 1956) é um matemático e empresário hispano-brasileiro do setor de informática, soluções, processos e atendimento. 
Foi presidente do Santos Futebol Clube entre os anos de 2021 e 2023. É considerado o pior presidente da história do clube, devido às sucessivas decisões questionáveis e ao rebaixamento do time.

## Biografia

### Carreira profissional
Andrés Rueda é sócio do Santos desde 2002. Formado em Matemática com especialidade em Engenharia de Sistema, iniciou sua trajetória profissional em TI aos 17 anos, passou por grandes empresas como Fundação Bradesco e IPT. Por 20 anos foi diretor de tecnologia na Bovespa BM&F, sendo 3 acumulando a diretoria financeira e administrativa, no mesmo período, foi consultor das bolsas de Canadá, México, Lisboa, Madrid, Barcelona e Paris, no modelo de negociação remota.
Fundou a empresa Uranet Agora é Konecta, que combina gestão, pessoas e tecnologia de ponta para auxiliar a sua interação com os seus clientes. Trabalhou na empresa por 20 anos, começando do zero com pico de 6 mil funcionários e faturamento de 300 milhões de reais ao ano, no início de 2019, vendeu a Uranet para o Grupo Santander.

### Presidência do Santos FC
Andrés Rueda foi candidato à presidência do Santos em 2017 e ficou em segundo lugar, atrás de José Carlos Peres. Participou do Comitê Gestor do rival, em 2018, mas ficou apenas seis meses no colegiado.
Em 2020, emprestou 1,5 milhão de euros (cerca de R$ 9,2 milhões) ao clube, que chegou em um acordo com o Hamburgo, da Alemanha, pela dívida da contratação do zagueiro Cleber Reis, no fim de 2016.
Em 12 de dezembro de 2020, Rueda é eleito presidente do Santos para o triênio de 2021 a 2023. Teve 3936 votos, entre online e presenciais, tendo mais que o dobro de registros do que o segundo colocado, Rodrigo Marino, que obteve 1171.
No dia 6 de dezembro de 2023, em sua última semana de mandato, Andrés Rueda foi o primeiro presidente da história do Santos FC a rebaixá-lo para a Série B do Campeonato brasileiro de futebol, após uma derrota de 2x1 contra o Fortaleza EC assim decretando o rebaixamento histórico.
No dia 8 de dezembro de 2023, Rueda, sem demonstrar remorso e lendo um teleprompter, fez um pedido de desculpas pelos resultados obtidos durante sua gestão no Santos, e pediu uma eleição pacífica para a escolha do novo presidente do clube.